# Patty Sheehan
Patty Sheehan, née le 27 octobre 1956 à Middlebury (Vermont), est une golfeuse américaine.

## Biographie

### Les débuts
Fille d'une entraîneur de ski, elle pratique cette discipline dans sa jeunesse, figurant parmi les meilleures spécialistes de descendeuse dans les catégories de jeune. Bien que le golf ne soit que sa seconde discipline, c'est celle-ci qu'elle choisit lors l'université de Nevada (Reno) lui offre une bourse.
Durant sa carrière universitaire, elle remporte de nombreux tournois, dont le championnat de golf amateur des États-Unis, l'un des tournois amateurs féminin les plus prestigieux.

### Carrière
En 1980, elle passe professionnelle et obtient le droit de rejoindre le circuit LPGA en remportant le tournoi de qualification de cinq coups.
Pour sa première saison sur le circuit, en 1981, elle est élue « rookie of the year »: cette distinction est obtenue en partie par sa première victoire en LPGA, lors du dernier tournoi de la saison, et par une seconde place, devant laisser la victoire à Beth Daniel dans un playoff disputé en mort subite.
Dès l'année suivante, elle figure parmi le Top 10 du circuit au classement des gains. Sa quatrième place est due à trois victoires sur le circuit. L'année 1983 est encore meilleure en termes de résultat: elle remporte quatre tournois, dont son premier titre majeur, le LPGA Championship. Elle termine la saison au deuxième du classement des gains et est élue « player of the year » de la LPGA.
La saison 1984 est sensiblement identique: elle remporte de nouveau quatre titres, conservant son titre lors duLPGA Championship et termine de nouveau à la deuxième place du classement des gains, remportant le trophée Vare, trophée récompensant la golfeuse avec la moyenne de score la plus basse sur l'ensemble de la saison.
Durant les années suivantes, elle ne parvient plus à remporter de titre majeur, mais continue à terminer dans le Top 10 du classement des gains, cinquième en 1985, septième en 1986, sixième en 1987, deuxième en 1988 et 5 en 1989. En 1990, elle est proche de remporter l'Open américain, étant largement en tête lors du troisième tour avant d'échouer et de laisser la victoire à  Betsy King. Elle termine à la deuxième place du Maurier Classic et remporte cinq titres, terminant une nouvelle fois à la deuxième place du classement des gains.
Après une saison 1991 avec une seule victoire, elle renoue avec la victoire dans un majeur, remportant enfin l'Open américain, ce qui est un soulagement pour elle, la défaite de 1990 l'ayant profondément marquée. L'année suivante, elle remporte son troisième titre du LPGA Championship. Elle remporte également son 30e tournoi de la LPGA, ce qui la rend automatiquement admissible pour le World Golf Hall of Fame.
En 1994, elle remporte pour la troisième année consécutive un titre majeur, son deuxième Open américain. Cependant, se performances sont en baisse: pour la première fois depuis 1982, elle ne fait plus partie du Top 10 au classement des gains. Malgré deux nouveaux titres, 1995 confirme cette tendance. En 1996, elle remporte son dernier titre sur le circuit LPGA. Cependant, cette victoire est lors du Nabisco Dinah Shore, ce qui lui procure sa sixième victoire dans un tournoi majeur.

### Solheim Cup
Elle participe aux quatre premières éditions de la Solheim Cup, compétition opposant, comme la Ryder Cup chez les hommes, une équipe européenne à une équipe américaine. Les rencontres se déroulent sous la forme de match play. Durant ces quatre éditions, elle remporte trois victoires pour une défaite. Sa contribution personnelle est de 5 victoires, 1 nul et 7 défaites.
En 2001, elle est nommée capitaine de l'équipe américaine pour l'édition 2002 de la Solheim Cup. Celle-ci voit l'équipe américaine renouer avec la victoire après la défaite de 2000. Lors de l'édition suivante, en 2003, elle est devenue capitaine d'une équipe américaine qui subit la défaite en Suède sur le score de 17 ½ à 10 ½.

### Vie privée
Elle est la première joueuse du circuit LPGA à avoir reconnu son homosexualité.

## Distinction personnelle
- Élue « rookie of the year » de la LPGA en 1981
- Élue « player of the year » de la LPGA en 1983
- Vainqueure du Vare Trophy de la LPGA en 1984
- Élue au  World Golf Hall of Fame en 1993
- Élue Sportif de l'année par le magazine Sports Illustrated en 1987